# Дифференциальное уравнение

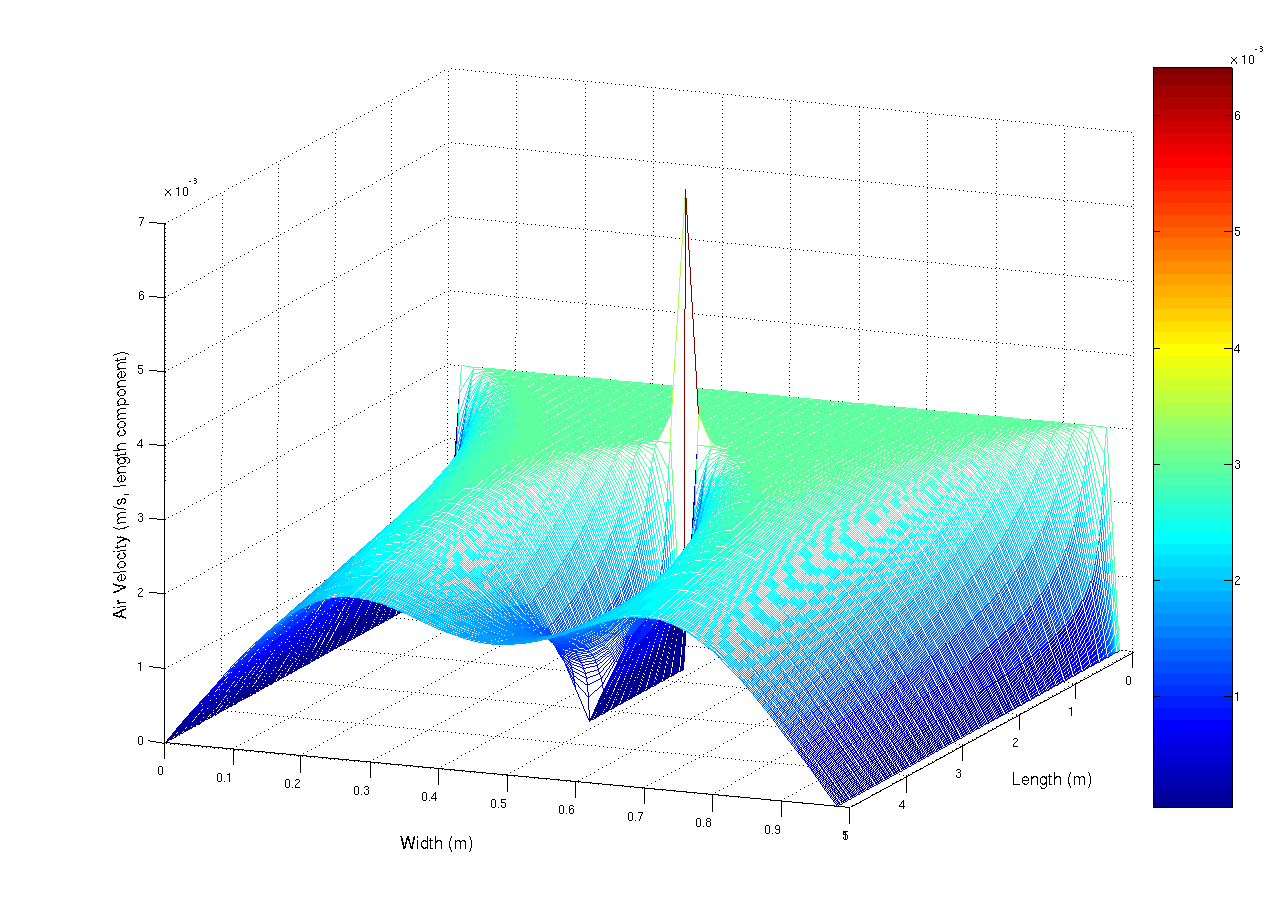
Визуализация воздушного потока, рассчитанная решением уравнения Навье-Стокса

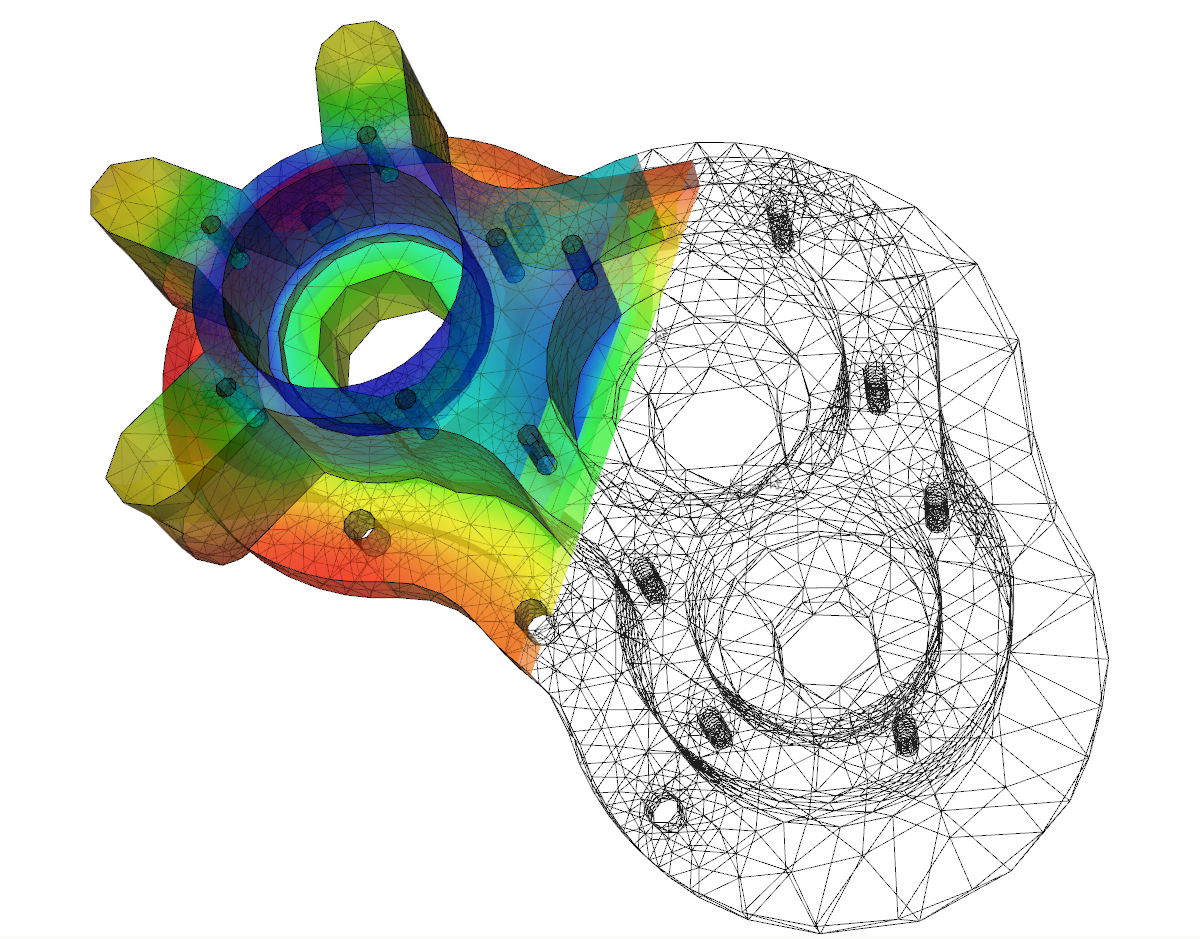
Визуализация теплообмена в корпусе насоса, созданная путём решения уравнения теплопроводности

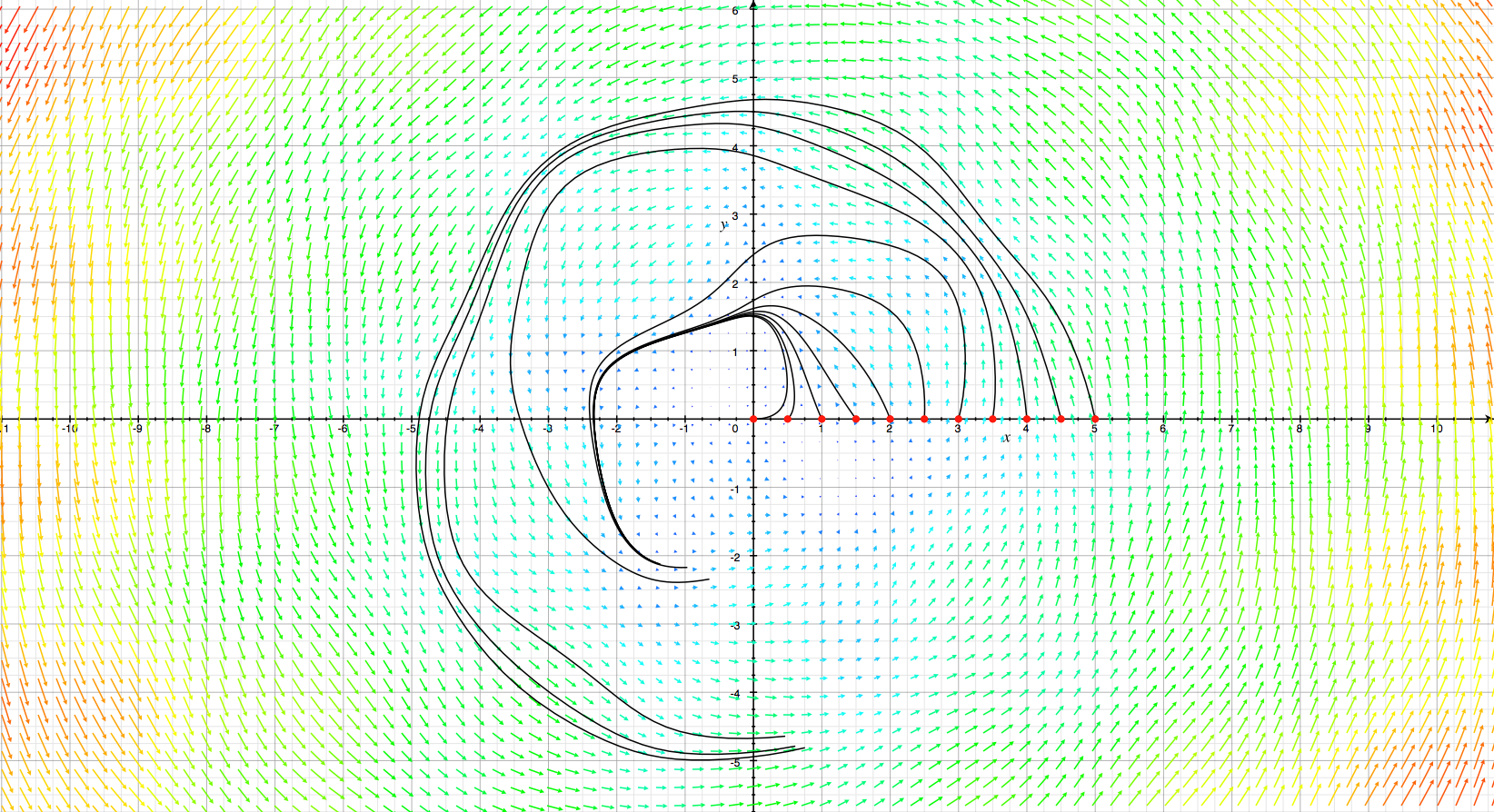
График некоторых частных интегралов дифференциального уравнения

Дифференциа́льное уравне́ние — уравнение, которое помимо функции содержит её производные. Порядок входящих в уравнение производных может быть различен (формально он ничем не ограничен). Производные, функции, независимые переменные и параметры могут входить в уравнение в различных комбинациях или отсутствовать вовсе, кроме хотя бы одной производной. Не любое уравнение, содержащее производные неизвестной функции, является дифференциальным. Например, {\displaystyle f'\left(x\right)=f\left(f\left(x\right)\right)} не является дифференциальным уравнением.
Дифференциальные уравнения являются частным случаем функциональных уравнений. В отличие от алгебраических уравнений, в результате решения которых ищется число (несколько чисел), при решении дифференциальных уравнений ищется функция (семейство функций).
Дифференциальное уравнение порядка выше первого можно преобразовать в систему уравнений первого порядка, в которой число уравнений равно порядку исходного дифференциального уравнения.
Современные быстродействующие ЭВМ эффективно дают численное решение обыкновенных дифференциальных уравнений, не требуя получения его решения в аналитическом виде. Это позволяет некоторым исследователям утверждать, что решение задачи получено, если её удалось свести к решению обыкновенного дифференциального уравнения.
Обобщением понятия дифференциального уравнения на случай бесконечного множества переменных является уравнение в функциональных производных.

## Терминология и классификация
Порядок дифференциального уравнения — наивысший порядок входящих в него производных.
Если дифференциальное уравнение является многочленом относительно старшей производной, то степень этого многочлена называется степенью дифференциального уравнения. Так, например, уравнение {\displaystyle \left(y''\right)^{4}+y'+y^{6}+x^{7}=0} является уравнением второго порядка, четвёртой степени.
Решением (интегралом) дифференциального уравнения порядка {\displaystyle n} называется функция {\displaystyle y\left(x\right)}, имеющая на некотором интервале {\displaystyle \left(a,b\right)} производные {\displaystyle y'\left(x\right),y''\left(x\right),...,y^{\left(n\right)}\left(x\right)} до порядка {\displaystyle n} включительно и удовлетворяющая этому уравнению. Процесс решения дифференциального уравнения называется интегрированием. Задача об интегрировании дифференциального уравнения считается решённой, если нахождение неизвестной функции {\displaystyle y\left(x\right)} удается привести к квадратуре (то есть к виду {\displaystyle y=\int f\left(x\right)\ dx}, где {\displaystyle f\left(x\right)} — элементарная функция), независимо от того, выражается ли полученный интеграл в конечном виде через известные функции или нет.
Все дифференциальные уравнения можно разделить на обыкновенные (ОДУ), в которые входят только функции (и их производные) от одного аргумента, и уравнения с частными производными (УРЧП), в которых входящие функции зависят от многих переменных. Существуют также стохастические дифференциальные уравнения (СДУ), включающие случайные процессы.
В зависимости от комбинаций производных, функций, независимых переменных дифференциальные уравнения подразделяются на линейные и нелинейные, с постоянными или переменными коэффициентами, однородные или неоднородные. В связи с важностью приложений в отдельный класс выделены квазилинейные (линейные относительно старших производных) дифференциальные уравнения в частных производных.
Важнейшим вопросом для дифференциальных уравнений является существование и единственность их решения. Разрешение этого вопроса дают теоремы существования и единственности, указывающие необходимые и достаточные для этого условия. Для обыкновенных дифференциальных уравнений такие условия были сформулированы Рудольфом Липшицем (1864). Для уравнений в частных производных соответствующая теорема была доказана Софьей Ковалевской (1874).
Решения дифференциальных уравнений подразделяются на общие и частные решения. Общие решения включают в себя неопределенные постоянные, а для уравнений в частных производных — произвольные функции от независимых переменных, которые могут быть уточнены из дополнительных условий интегрирования (начальных условий для обыкновенных дифференциальных уравнений, начальных и граничных условий для уравнений в частных производных). После определения вида указанных постоянных и неопределённых функций решения становятся частными.
Поиск решений обыкновенных дифференциальных уравнений привёл к установлению класса специальных функций — часто встречающихся в приложениях функций, не выражающихся через известные элементарные функции. Их свойства были подробно изучены, составлены таблицы значений, определены взаимные связи и так далее.
Развитие теории дифференциальных уравнений позволило в ряде случаев отказаться от требования непрерывности исследуемых функций и ввести обобщённые решения дифференциальных уравнений.

## История

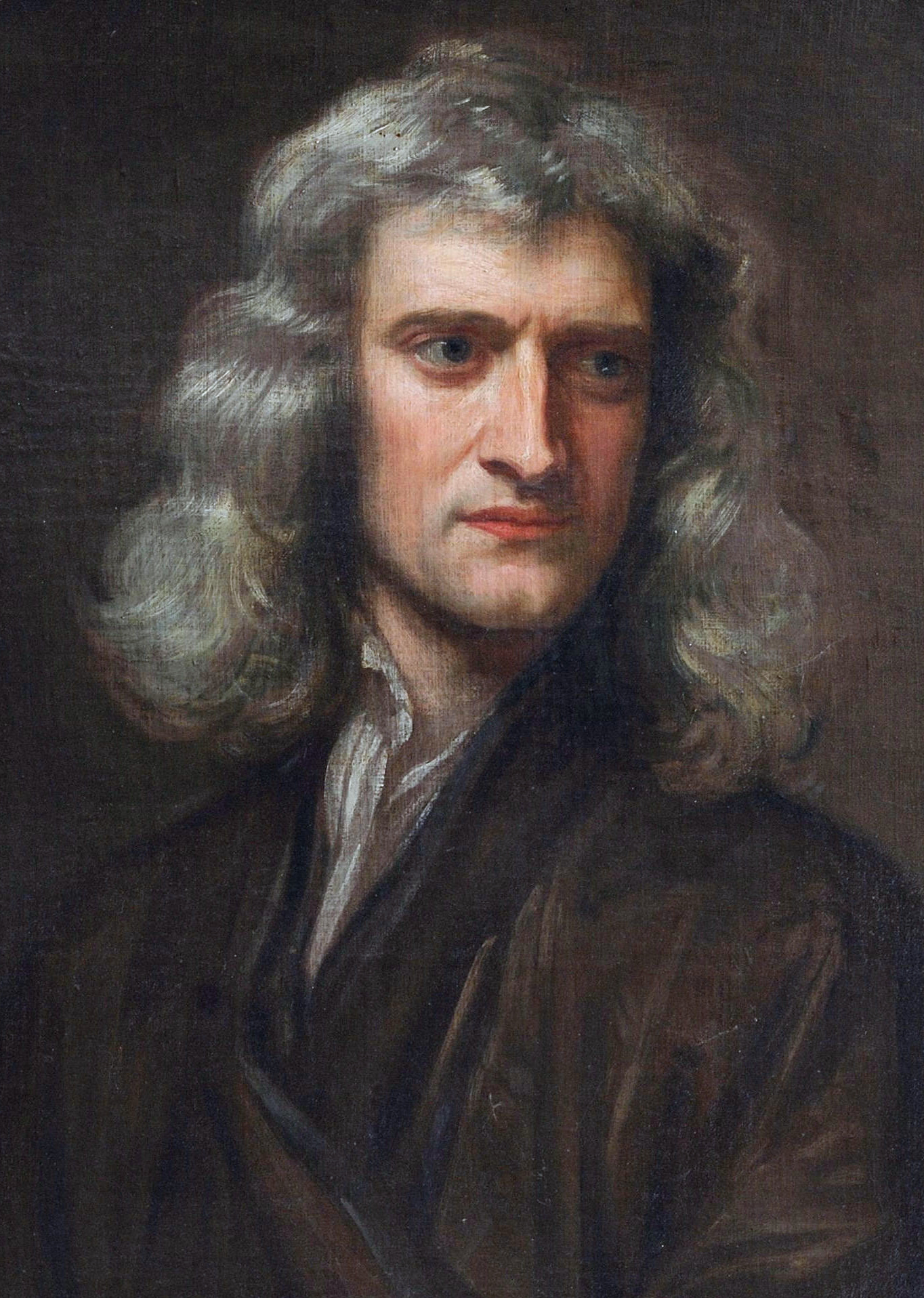
Исаак Ньютон

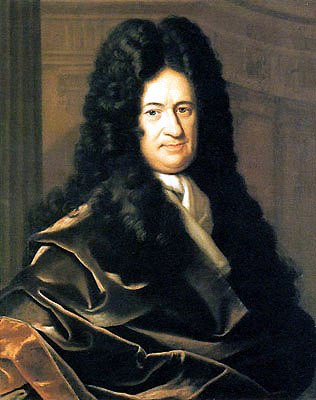
Готфрид Лейбниц

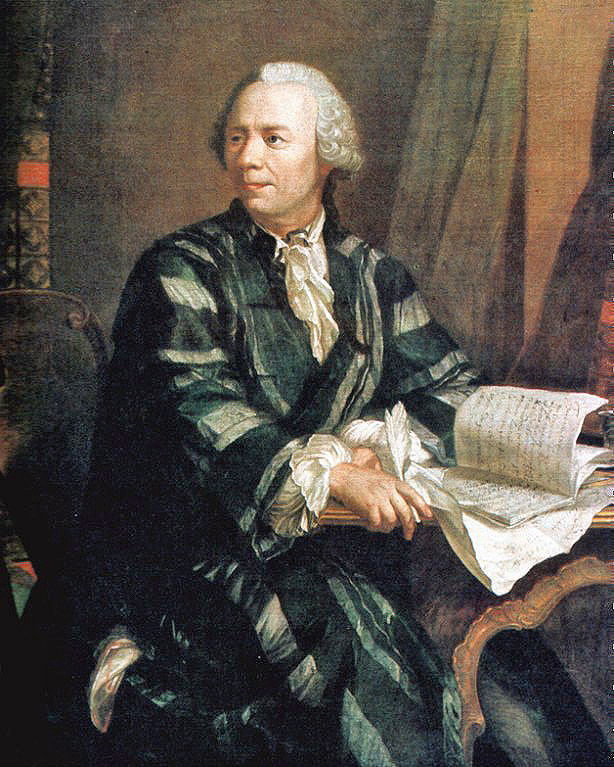
Леонард Эйлер

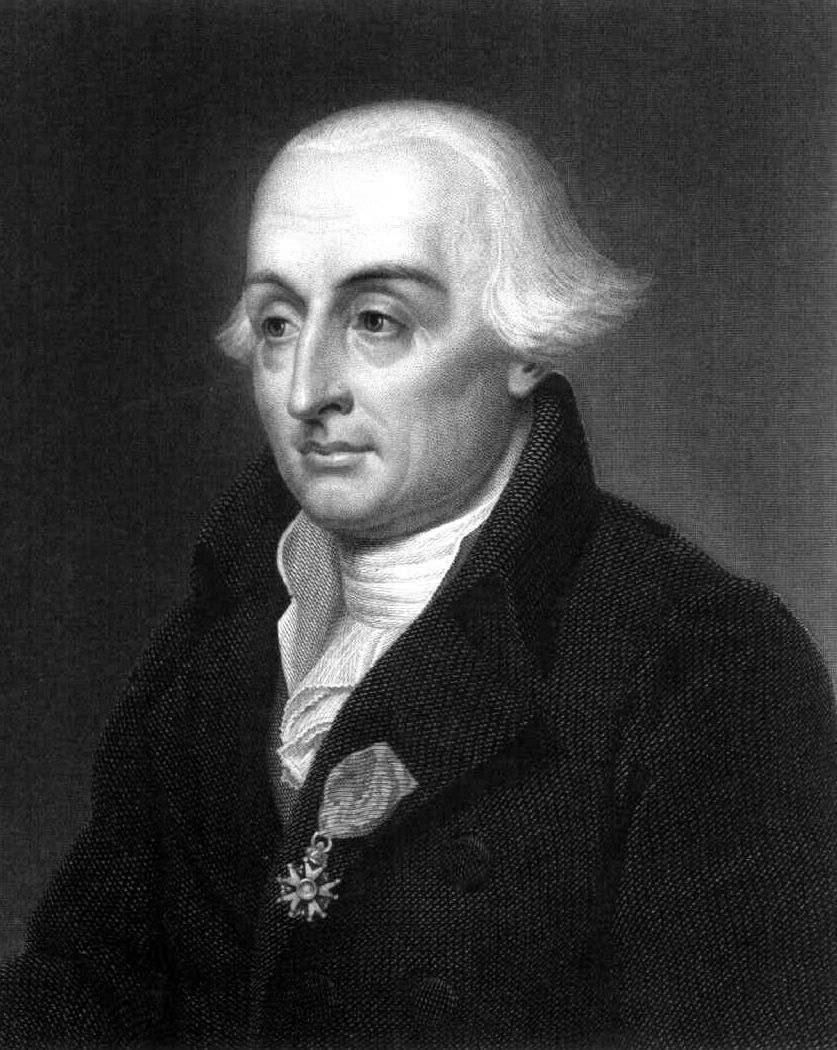
Жозеф-Луи Лагранж

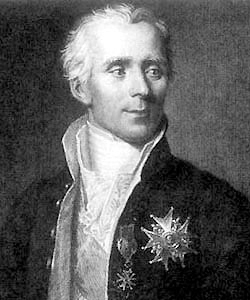
Пьер-Симон Лаплас

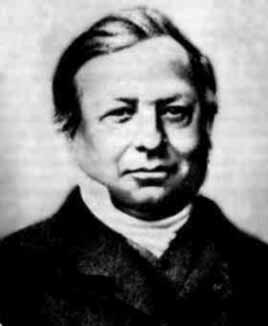
Жозеф Лиувилль

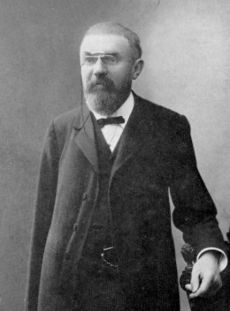
Анри Пуанкаре

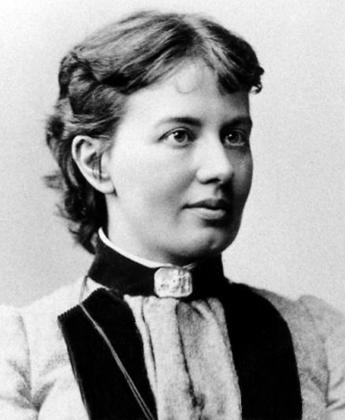
Софья Ковалевская

Первоначально дифференциальные уравнения возникли из задач механики, в которых требовалось определить координаты тел, их скорости и ускорения, рассматриваемые как функции времени при различных воздействиях. К дифференциальным уравнениям приводили также некоторые рассмотренные в то время геометрические задачи.
Основой теории дифференциальных уравнений стало дифференциальное исчисление, созданное Лейбницем и Ньютоном (1642—1727). Сам термин «дифференциальное уравнение» был предложен в 1676 году Лейбницем.
Из огромного числа работ XVIII века по дифференциальным уравнениям выделяются работы Эйлера (1707—1783) и Лагранжа (1736—1813). В этих работах была прежде развита теория малых колебаний, а следовательно — теория линейных систем дифференциальных уравнений; попутно возникли основные понятия линейной алгебры (собственные числа и векторы в n-мерном случае). Вслед за Ньютоном Лаплас и Лагранж, а позже Гаусс (1777—1855) развивают также методы теории возмущений.
Когда была доказана неразрешимость алгебраических уравнений в радикалах, Жозеф Лиувилль (1809—1882) построил аналогичную теорию для дифференциальных уравнений, установив невозможность решения ряда уравнений (в частности таких классических, как линейные уравнения второго порядка) в элементарных функциях и квадратуре. Позже Софус Ли (1842—1899), анализируя вопрос об интегрировании уравнений в квадратурах, пришёл к необходимости подробно исследовать группы диффеоморфизмов (получившие впоследствии имя групп Ли) — так по теории дифференциальных уравнений возникла одна из самых плодотворных областей современной математики, дальнейшее развитие которой было тесно связано совсем с другими вопросами (алгебры Ли ещё раньше рассматривали Симеон-Дени Пуассон (1781—1840) и, особенно, Карл Густав Якоб Якоби (1804—1851)).
Новый этап развития теории дифференциальных уравнений начинается с работ Анри Пуанкаре (1854—1912), созданная им «качественная теория дифференциальных уравнений» вместе с теорией функций комплексных переменных легла в основу современной топологии. Качественная теория дифференциальных уравнений, или, как теперь её чаще называют, теория динамических систем, сейчас активно развивается и имеет важные применения в естествознании.

## Обыкновенные дифференциальные уравнения
Обыкновенные дифференциальные уравнения (ОДУ) — это уравнения, зависящие от одной независимой переменной; они имеют вид
{\displaystyle F\left(x,y,y',y'',...,y^{(n)}\right)=0} или {\displaystyle F\left(x,y,{\frac {\mathrm {d} y}{\mathrm {d} x}},{\frac {\mathrm {d} ^{2}y}{\mathrm {d} x^{2}}},...,{\frac {\mathrm {d} ^{n}y}{\mathrm {d} x^{n}}}\right)=0,}
где {\displaystyle y=y(x)} — неизвестная функция (возможно, вектор-функция; в таком случае часто говорят о системе дифференциальных уравнений), зависящая от независимой переменной {\displaystyle x,} штрих означает дифференцирование по {\displaystyle x.} Число {\displaystyle n} называется порядком дифференциального уравнения. Наиболее практически важными являются дифференциальные уравнения первого и второго порядка.

## Простейшие дифференциальные уравнения первого порядка
Простейшие дифференциальные уравнения первого порядка — класс дифференциальных уравнений первого порядка, наиболее легко поддающихся решению и исследованию. К нему относятся уравнения в полных дифференциалах, уравнения с разделяющимися переменными, однородные уравнения первого порядка и линейные уравнения первого порядка. Все эти уравнения можно проинтегрировать в конечном виде.
Данные ДУ имеют вид:
{\displaystyle {\begin{matrix}P(t,x)dt+Q(t,x)dx=0\end{matrix}},}
где функции {\displaystyle P(t,x)} и {\displaystyle Q(t,x)} определены и непрерывны в некоторой области {\displaystyle \Omega \subseteq \mathbb {R} _{t,x}^{2}}.

## Дифференциальные уравнения в частных производных
Дифференциальные уравнения в частных производных (УРЧП) — это уравнения, содержащие неизвестные функции от нескольких переменных и их частные производные. Общий вид таких уравнений можно представить в виде:{\displaystyle F\left(x_{1},x_{2},\dots ,x_{m},z,{\frac {\partial z}{\partial x_{1}}},{\frac {\partial z}{\partial x_{2}}},\dots ,{\frac {\partial z}{\partial x_{m}}},{\frac {\partial ^{2}z}{\partial x_{1}^{2}}},{\frac {\partial ^{2}z}{\partial x_{1}\partial x_{2}}},{\frac {\partial ^{2}z}{\partial x_{2}^{2}}},\dots ,{\frac {\partial ^{n}z}{\partial x_{m}^{n}}}\right)=0,}
где {\displaystyle x_{1},x_{2},\dots ,x_{m}} — независимые переменные, а {\displaystyle z\!=z(x_{1},x_{2},\dots ,x_{m})} — функция этих переменных. Порядок уравнений в частных производных может определяется так же, как для обыкновенных дифференциальных уравнений. Ещё одной важной классификацией уравнений в частных производных является их разделение на уравнения эллиптического, параболического и гиперболического типа, в особенности для уравнений второго порядка.

## Линейные и нелинейные дифференциальные уравнения
Как обыкновенные дифференциальные уравнения, так и уравнения в частных производных можно разделить на линейные и нелинейные. Дифференциальное уравнение является линейным, если неизвестная функция и её производные входят в уравнение только в первой степени (и не перемножаются друг с другом). Для таких уравнений решения образуют аффинное подпространство пространства функций. Теория линейных ДУ развита значительно глубже, чем теория нелинейных уравнений. Общий вид линейного дифференциального уравнения n-го порядка:
{\displaystyle p_{n}(x)y^{(n)}(x)+p_{n-1}(x)y^{(n-1)}(x)+\cdots +p_{0}(x)y(x)=r(x),}
где pi(x) — известные функции независимой переменной, называемые коэффициентами уравнения. Функция r(x) в правой части называется свободным членом (единственное слагаемое, не зависящее от неизвестной функции). Важным частным классом линейных уравнений являются линейные дифференциальные уравнения с постоянными коэффициентами.
Подклассом линейных уравнений являются однородные дифференциальные уравнения — уравнения, которые не содержат свободного члена: r(x) = 0. Для однородных дифференциальных уравнений выполняется принцип суперпозиции: линейная комбинация частных решений такого уравнения также будет его решением. Все остальные линейные дифференциальные уравнения называются неоднородными дифференциальными уравнениями.
Нелинейные дифференциальные уравнения в общем случае не имеют разработанных методов решения, кроме некоторых частных классов. В некоторых случаях (с применением тех или иных приближений) они могут быть сведены к линейным. Например, нелинейное уравнение математического маятника {\displaystyle {\frac {d^{2}y}{dx^{2}}}+\omega ^{2}\sin y=0} в случае малых амплитуд, когда sin y ≈ y, может рассматриваться как линейное уравнение гармонического осциллятора {\displaystyle {\frac {d^{2}y}{dx^{2}}}+\omega ^{2}y=0}

## Примеры
- {\displaystyle y''+9y=0} — однородное дифференциальное уравнение второго порядка с постоянными коэффициентами. Решением является семейство функций {\displaystyle y=(C_{1}\cos 3x+C_{2}\sin 3x)}, где {\displaystyle C_{1}} и {\displaystyle C_{2}} — произвольные константы, которые для конкретного решения определяются из задаваемых отдельно начальных условий. Это уравнение, в частности, описывает движение гармонического осциллятора с циклической частотой 3.
- Второй закон Ньютона можно записать в форме дифференциального уравнения {\displaystyle m{\frac {d^{2}x}{dt^{2}}}=F(x,t),} где m — масса тела, x — его координата, F(x, t) — сила, действующая на тело с координатой x в момент времени t. Его решением является траектория движения тела под действием указанной силы.
- Дифференциальное уравнение Бесселя — обыкновенное линейное однородное уравнение второго порядка с переменными коэффициентами: {\displaystyle x^{2}{\frac {d^{2}y}{dx^{2}}}+x{\frac {dy}{dx}}+(x^{2}-\alpha ^{2})y=0.} Его решениями являются так называемые цилиндрические функции — функции Бесселя, Неймана, Ганкеля.
- Пример неоднородного нелинейного обыкновенного дифференциального уравнения 1-го порядка: {\displaystyle {\frac {du}{dx}}=u^{2}+1.}

В следующей группе примеров неизвестная функция u зависит от двух переменных x и t или x и y.
- Однородное линейное дифференциальное уравнение в частных производных первого порядка:

{\displaystyle {\frac {\partial u}{\partial t}}+t{\frac {\partial u}{\partial x}}=0.}
- Одномерное волновое уравнение — однородное линейное уравнение в частных производных гиперболического типа второго порядка с постоянными коэффициентами, описывает колебание струны, если {\displaystyle u=u(x,t)} — отклонение струны в точке с координатой x в момент времени t, а параметр a задаёт свойства струны:

{\displaystyle {\frac {\partial {}^{2}u}{\partial t^{2}}}=a^{2}{\frac {\partial ^{2}u}{\partial x^{2}}}.}
- Уравнение Лапласа в двумерном пространстве — однородное линейное дифференциальное уравнение в частных производных второго порядка эллиптического типа с постоянными коэффициентами, возникающее во многих физических задачах механики, теплопроводности, электростатики, гидравлики:

{\displaystyle {\frac {\partial ^{2}u}{\partial x^{2}}}+{\frac {\partial ^{2}u}{\partial y^{2}}}=0.}
- Уравнение Кортевега — де Фриза, нелинейное дифференциальное уравнение в частных производных третьего порядка, описывающее стационарные нелинейные волны, в том числе солитоны:

{\displaystyle {\frac {\partial u}{\partial t}}=6u{\frac {\partial u}{\partial x}}-{\frac {\partial ^{3}u}{\partial x^{3}}}.}

## Важнейшие дифференциальные уравнения

### Обыкновенные дифференциальные уравнения
- Уравнения в полных дифференциалах
- Второй закон Ньютона (классическая механика)
- Закон радиоактивного распада (ядерная физика)
- Уравнение Ван дер Поля (теория колебаний)

### Уравнения в частных производных
- Уравнение Эйлера — Лагранжа (классическая лагранжева механика)
- Уравнения Гамильтона (классическая гамильтонова механика)
- Волновое уравнение
- Уравнения Максвелла (электромагнетизм)
- Уравнение Лапласа
- Уравнение Пуассона
- Уравнение Эйнштейна (общая теория относительности)
- Уравнение Шрёдингера (квантовая механика)
- Уравнение диффузии
- Уравнение теплопроводности (термодинамика)
- Уравнение Кортевега-де Вриза (уединённые волны)
- Уравнения Навье-Стокса (течения вязкой жидкости)
- Уравнение Эйлера (невязкие течения газовых сред)
- Уравнение Линя-Рейсснера-Цяня (трансзвуковые нестационарные течения)
- Уравнения Лямэ (теория упругости)

## Программное обеспечение
- ExpressionsinBar
- Maple[4]: dsolve
- SageMath[5]
- Xcas[6]: desolve(y'=k*y, y)
- Wolfram Mathematica: DSolve[expr, func, var], NDSolve[expr, func, var]

### Энциклопедии и справочники
- Дифференциальные уравнения // Дебитор — Евкалипт. — М. : Советская энциклопедия, 1972. — (Большая советская энциклопедия : [в 30 т.] / гл. ред.  А. М. Прохоров ; 1969—1978, т. 8).
- Дифференциальные уравнения : [арх. 10 ноября 2014] / И. П. Макаров // Математическая энциклопедия : в 5 т. / Гл. ред. И. М. Виноградов. — М. : Советская Энциклопедия, 1979. — Т. 2: Д’Аламбера оператор — Кооперативная игра. — 552 с. — 1104 стб.
- Зайцев В. Ф., Полянин А. Д. Справочник по обыкновенным дифференциальным уравнениям. — М.: Физматлит, 2001.
- Зайцев В. Ф., Полянин А. Д. Справочник по дифференциальным уравнениям с частными производными первого порядка. М.: Физматлит, 2003.
- Камке Э. Справочник по дифференциальным уравнениям в частных производных первого порядка. — М.: Наука, 1966.
- Камке Э. Справочник по обыкновенным дифференциальным уравнениям. — М.: Наука, 1976.
- Полянин А. Д. Справочник по линейным уравнениям математической физики. — М.: Физматлит, 2001.
- Полянин А. Д., Зайцев В. Ф. Справочник по нелинейным уравнениям математической физики: Точные решения. — М.: Физматлит, 2002.

### Учебники
- Арнольд В. И. Обыкновенные дифференциальные уравнения. — М.: Наука, 1966.
- Диесперов В. Н. Лекции по дифференциальным уравнениям [текст]: учеб. пос. — М.: МФТИ, 2017. 242 с. ISBN 978-5-7417-0630-5.
- Петровский И. Г. Лекции по теории обыкновенных дифференциальных уравнений. — М.: Наука, 1970.
- Полянин А. Д., Зайцев В. Ф., Журов А. И. Методы решения нелинейных уравнений математической физики и механики. — М.: Физматлит, 2005.
- Пономарев К. К. Составление дифференциальных уравнений. — Мн.: Вышейшая школа, 1973.
- Понтрягин Л. С. Обыкновенные дифференциальные уравнения. — М.: Наука, 1974.
- Тихонов А. Н., Самарский А. А. Уравнения математической физики. — М.: Наука, 1972.
- Тихонов А. Н., Васильева А. Б., Свешников А. Г. Дифференциальные уравнения. — 4-е изд. — Физматлит, 2005.
- Умнов А. Е., Умнов Е. А. Основы теории обыкновенных дифференциальных уравнений (pdf) (на портале автора)
- Филиппов А. Ф. Введение в теорию дифференциальных уравнений. — Изд. 2-е. — 2007. — 240 с. — ISBN 5354004160.
- Чарльз Генри Эдвардс, Дэвид Э. Пенни. Дифференциальные уравнения и проблема собственных значений: моделирование и вычисление с помощью Mathematica, Maple и MATLAB = Differential Equations and Boundary Value Problems: Computing and Modeling. — 3-е изд. — М.: «Вильямс», 2007. — ISBN 978-5-8459-1166-7.
- Эльсгольц Л. Э. Дифференциальные уравнения и вариационное исчисление. — М.: Наука, 1969.

### Задачники
- Краснов М. Л., Киселев А. И., Макаренко Г. И. Сборник задач по обыкновенным дифференциальным уравнениям. — 3-е изд. — М.: Высшая школа, 1978.
- Самойленко А. М., Кривошея С. А., Перестюк Н. А. Дифференциальные уравнения: примеры и задачи. — 2-е изд. — М.: Высшая школа, 1989.
- Филиппов А. Ф. Сборник задач по дифференциальным уравнениям. — Ижевск: НИЦ «Регулярная и хаотическая динамика», 2000.